# 湯川温泉 (石川県)
湯川温泉（ゆがわおんせん）は、石川県七尾市に位置する温泉である。

## 由来
平家の落人がこの地で戦傷を癒した由来がある。

過去に村営の共同浴場が存在していたが、焼失し、1952年（昭和27年）に現在地で掘削し開湯した。（1号泉）

1993年（平成5年）、地下500mより自噴する源泉を掘削した。（2号泉）

## 特徴
泉源は1棟宿から約150m離れた場所に位置している。
北陸地方では珍しい天然ラドンを大量に含有する。含有解離成分のイオン総量（mg/kg）が2万を超える、全国でも珍しい温泉である。
能登地方で唯一の、自噴する源泉掛け流しの温泉である。
日本温泉遺産を守る会によって温泉遺産の源泉かけ流し風呂として選定されている。

## 交通アクセス
鉄道
JR七尾線七尾駅より北鉄能登バス上湯川行き利用。乗車時間約30分。「湯川温泉」下車すぐ。
車
能越自動車道七尾城山ICより10km約20分。
能越自動車道七尾大泊ICより15km約25分。

## 泉質
- ナトリウム・カルシウム-塩化物泉[3]
  - 源泉温度 - 51.3℃[3]
  - 毎分湧出量150リットル
  - 黒褐色をした源泉
  - 加温、加水なし[2]
  - 効能 - 神経痛、火傷、痔疾、皮膚病、婦人病、病後回復、筋肉痛、関節痛、五十肩、打ち身、くじき、冷え症、運動器障害、消化器疾患、切り傷[3]。

## 温泉街
能登半島観音崎山中の田園地帯の中に1軒の旅館『龍王閣』が存在する。
共同浴場はないが、温泉地にある旅館『龍王閣』にて日帰り入浴が可能である。